# Джойсі Купер
Джойсі Купер (англ. Joyce Cooper, 18 квітня 1909 — 22 липня 2002) — британська плавчиня.
Призерка Олімпійських Ігор 1928, 1932 років.
Чемпіонка Європи з водних видів спорту 1927 року, призерка 1931 року.